# Селім Хосс
Селім Хосс (араб. سليم أحمد الحص, Salīm Aḥmad al-Ḥuṣṣ; 20 грудня 1929, Бейрут — 25 серпня 2024) — ліванський політик, ветеран парламенту, чотири рази займав пост прем'єр-міністра Лівану (1976—1980, 1987—1990, 1989—1990, 1998—2000). З 25.09.1988 до 5.11.1989 — Президент Ліванської Республіки (Мішель Аун займав президентський палац у Баабді; Селім Хосс заснував власний офіс у Західному Бейруті, де панували мусульмани). Відомий як технократ.